# Episodi di Peak Practice (quinta stagione)
La quinta stagione della serie televisiva Peak Practice è stata trasmessa in anteprima nel Regno Unito dalla Independent Television nel corso del 1997.
| nº | Titolo originale  | Titolo italiano | Prima TV UK | Prima TV Italia |
| -- | ----------------- | --------------- | ----------- | --------------- |
| 1  | Eye of the Storm  |                 | 1997        |                 |
| 2  | The Price         |                 | 1997        |                 |
| 3  | Innocent Blood    |                 | 1997        |                 |
| 4  | Letting Go        |                 | 1997        |                 |
| 5  | Classics          |                 | 1997        |                 |
| 6  | Lost Feelings     |                 | 1997        |                 |
| 7  | Home Truths       |                 | 1997        |                 |
| 8  | Running to Hide   |                 | 1997        |                 |
| 9  | Borrowed Time     |                 | 1997        |                 |
| 10 | Tough Love        |                 | 1997        |                 |
| 11 | State of Mind     |                 | 1997        |                 |
| 12 | Priorities        |                 | 1997        |                 |
| 13 | A Change of Heart |                 | 1997        |                 |
| 14 | Fight or Flight   |                 | 1997        |                 |